# Canelón Chico
Canelón Chico es una amplia zona rural ubicada en el centro-sur del departamento de Canelones (Uruguay), al este de la ciudad homónima, al norte y noreste de Progreso, distante 4 km de la ciudad de Las Piedras y a 6 km también próximo a Sauce. Localizada en los accesos cercanos a Montevideo como son la conexión con las rutas 32, 33, 66, 67, 68, 69 y 107. Es una de las áreas agrícolas más intensivas del país; siendo su mayor producción vitivinícola, de hortalizas, viñedos y frutales.

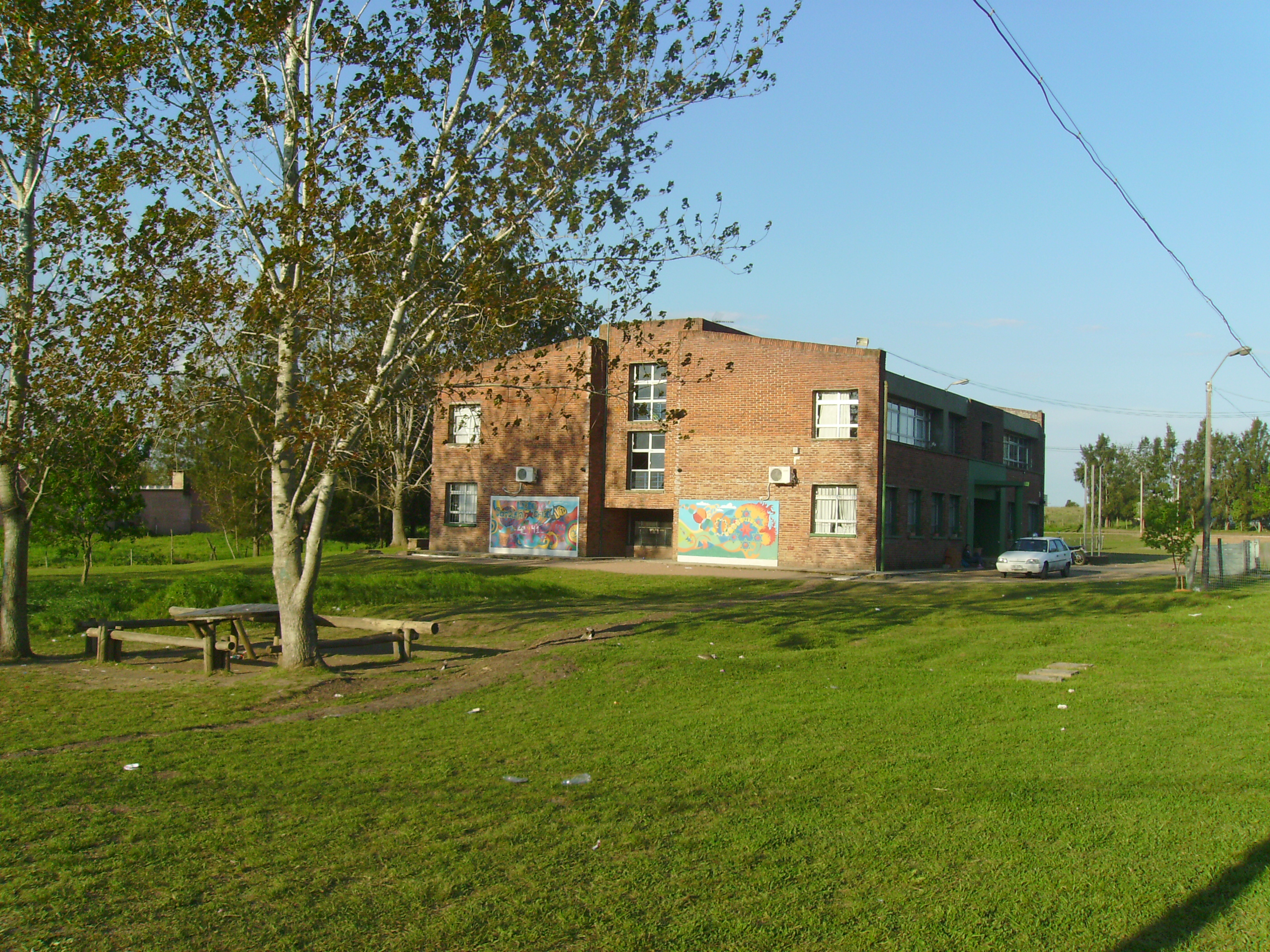
Liceo de Canelón Chico.

## Servicios
En la zona existen varias instituciones educativas. Entre ellas encontramos el liceo público de Canelón Chico y siete escuelas públicas: N° 12, 13, 14, 40, 50, 92 y 134.